# 日清食品 笑アップステーション・サンドウィッチマンの太くいこう!
『日清食品 笑アップステーション・サンドウィッチマンの太くいこう!』（にっしんしょくひん しょうアップステーション・サンドウィッチマンのふとくいこう）は、山形放送ラジオと東北放送ラジオで不定期放送されていたラジオ番組である。日清食品の一社提供。山形放送では、2010年5月23日から2013年3月3日まで日曜 12:30 - 13:05 または 12:30 - 13:15（日本標準時）に放送。

## 概要
日曜11:30枠で不定期放送されていた『日清食品 笑アップステーション・マギー審司の耳よりラジオ』の後継番組で、サンドウィッチマンと山形放送アナウンサーの小川香織が司会を務めていた。番組はマギー審司時代と同様に、山形県内と宮城県内にあるスーパーマーケットからの公開生放送を行っていた。
本番組放送時、山形放送は11:00 - 12:00に放送の『三浦友加のあげあげみゅーじっく』を休止し、その後の『ALL REQUEST PROGRAM オーレオーレ!』を短縮放送することで対応していた。東北放送は山形放送と違って毎回放送せず、宮城県内で公開生放送がある回のみをネットしていた。その際には『TBCうたまつり』や『イイネ!ミュージックラブ』を短縮放送していた。
サンドウィッチマンの司会降板に伴い、番組は『日清食品 笑アップステーション・お笑いカップ!』と題してリニューアルした。このリニューアルを機に、東北放送は番組製作およびネット局から外れた。
| YBCラジオ 日清食品 笑アップステーション | YBCラジオ 日清食品 笑アップステーション | YBCラジオ 日清食品 笑アップステーション |
| 前番組                                  | 番組名                                  | 次番組                                  |
| --------------------------------------- | --------------------------------------- | --------------------------------------- |
| マギー審司の耳よりラジオ                | サンドウィッチマンの太くいこう!         | お笑いカップ!                           |
| TBCラジオ 日清食品 笑アップステーション |                                         |                                         |
| マギー審司の耳よりラジオ                | サンドウィッチマンの太くいこう!         | （廃枠）                                |